# Diapalpus axiologa
Diapalpus axiologa är en fjärilsart som beskrevs av Erich Martin Hering 1932. Diapalpus axiologa ingår i släktet Diapalpus och familjen ädelspinnare. Inga underarter finns listade i Catalogue of Life.